# 코니 리엣
코니 리엣(Connie Riet, 이전 이름: 코니 영, Connie Young, 1969년 9월 9일 ~ )은 미국의 배우, 영화배우이다.

## 영화
- 아이스 스파이더 (2007년)
- 내 일기 속의 진실 (2006년)
- 싱글 워드 (2002년) - 카미 길스 역